# Jonathan Mason
Jonathan Mason (Boston, 1756. szeptember 12. – Boston, 1831. november 1.) az Amerikai Egyesült Államok szenátora (Massachusetts, 1800–1803).